# Lincoln American Tower
La Lincoln American Tower es un edificio de 22 pisos ubicado en la esquina de las calles North Main y Court en la ciudad de Memphis, situada en la esquina suroeste del estado de Tennessee (Estados Unidos). Fue construido en 1924 en estilo neogótico con 22 plantas y 88,39 metros de altura. También es un hito histórico, uno de los primeros rascacielos con estructura de acero de la ciudad. Fue renovada y transformada en uso residencial a finales de los años 2000. Es una réplica del Woolworth Building de Nueva York, a una escala de un tercio. Se agregó al Registro Nacional de Lugares Históricos en 1978.

## Historia
El sitio en sí tiene una historia única, ya que está ubicado cerca de la ubicación de la prisión de Irving Block, que estaba en el lado norte de Court Square, que fue utilizada por el Ejército de la Unión para albergar a simpatizantes confederados durante la Guerra de Secesión. Liberar a los prisioneros de la prisión de Irving Block fue uno de los tres objetivos principales de la incursión del mayor general Nathan Bedford Forrest en la Segunda Batalla de Memphis. 
En 1924, el presidente de la sucursal de Memphis de Columbia Mutual Insurance Company (más tarde rebautizada como Lincoln American Insurance Company), Lloyd Binford, hizo construir la reluciente torre blanca con vistas a Court Square. Binford más tarde se hizo un nombre infame en todo el país como jefe de la Junta de Censores de Memphis, que dirigía desde sus propias oficinas en el último piso del edificio. Fue el más alto de Memphis desde el momento de su inauguración en 1924 hasta que el Sterick Building lo superó en 1930.
En 2002 comenzó una renovación de seis años. El 6 de octubre de 2006, el edificio fue dañado por un incendio después de que las brasas de un gran incendio en la cercana Primera Iglesia Metodista Unida fueron arrastradas varias cuadras por fuertes vientos. El resultado encendió los pisos superiores del edificio en llamas, incluido el techo, y llenó de humo gran parte del centro de Memphis. El mismo incendio destruyó el edificio anexo del Tribunal.
A pesar del incendio, la renovación del edificio continuó, y los primeros inquilinos en 2008 fueron Plough Foundation, que alquiló 404,9 m² de espacio en el edificio. En total, tiene 31 apartamentos residenciales, 3 pisos de oficinas comerciales y Ceriello Fine Foods, con sede en Nueva York, en la planta baja.